# Eric Anders
Eric Anders, folkbokförd Erik Anders Eriksson under tiden i Sverige, född 29 december 1945 i Överluleå församling, Norrbottens län, är en svensk kyrkosångare, baryton, som sedan 1970-talet är verksam i USA.
Sin karriär som sångare inledde han redan vid 17 års ålder under namnet Anders Eriksson och var under 70-talet en av de mest anlitade kristna sångarna i Sverige. Han gjorde tillsammans med hustrun många framträdanden i Skandinavien innan de 1977 utvandrade till USA. Han har medverkat i såväl radio som TV ett stort antal gånger, först i hemlandet och efter flytten till USA också världen över. Eric Anders har spelat in omkring 300 sånger och även översatt ett antal amerikanska sånger så att de fått spridning även i Sverige.Han har även skrivit en hel del egna sånger. "Visa mig din väg", "Sången i mitt liv är Jesus" och " Vem kan lära mig att leva" är ett par av de mer kända.
Han gifte sig 1968 med Anette Ingeson (född 1948), som är hans ackompanjatör och som han träffade då de utbildade sig vid Musikhögskolan i Stockholm. Paret har tre barn födda 1969, 1973 och 1975.

## Diskografi i urval
- 1966 – Jag knäppt mina händer kring korset (Hemmets Härold)
- 1967 – Anders Eriksson till Emanuel Mattssons ensemble (Hemmets Härold)
- 1968 – Den Gud jag har (Prim)
- 1970 – Tala med Herren om det (Prim)
- 1971 - Sjung Halleluja! (Prim)
- 1972 – Hälsningar Anders (Prim)
- 1973 – Sånger om Jesus ( Prim)
- 1973 - Anders Eriksson On Tour
- 1975 – Sången i mitt liv (Prim)
- 1976 - Allt för mig ( Pilot)
- 1977 - Andliga Sånger (Pilot)
- 1978 - Thy Way
- 1978 - Lord of My Life
- 1978 - När han blev Herre
- 1979 - Eric Anders & Family ( Eric Anders Music)
- 1980 - The Song in My Life ( Eric Anders Music)
- 1982 - Eric Anders and Family - LIVE![3] ( Eric Anders Music) Liveinspelning Faith Chapel Arvada CO
- 1986 - Friends / Eric Anders & Family ( Eric Anders Music)
- 1993 - Någon beder ( Eric Andes Music)
- 1993 - Somebody's Praying ( Eric Anders Music)
- 2001 - My Gift, Anette Anders instrumental piano. ( Rainmaker Production )
- 2004 - Advent & Juleton ( Eric Anders Music)
- 2013 - Eric Anders 50 år som sångare ( Eric Anders Music)[4]